# محافظة ريمة
محافظة ريمة إحدى المحافظات اليمنية تتميز محافظة ريمة بطبيعة وعرة وجبال شاهقة في الارتفاع، ومن أهم مدنها الجبين عاصمة المحافظة. وتعد الزراعة من أبرز الأنشطة التي يمارسها سكان هذه المحافظة الواعدة، حيث يزرع فيها العديد من الخضروات والفواكه والحبوب والبن، فضلاً عن الاهتمام بتربية الحيوانات والنحل وإنتاج العسل. ويتميز مناخ المحافظة بالبرودة في فصل الشتاء والاعتدال في فصل الصيف. يتحدث معظم أهالي ريمة باللهجة الحميرية القديمة التي تفخم حرف القاف وتستخدم حرف الكاف في المتكلم والمخاطب وحرف الشين في التسويف.

## التسمية
ريمة بفتح الراء وسكون الياء وفتح الميم المختوم بتاء التأنيث المربوطة.
ريمة اسم مشترك لعدد من المواضع في اليمن وهي: ريمة المناخي في العدين محافظة إب، ريمة حميد في سنحان محافظة صنعاء، وريمة اسم جبل في بني قيس من خبان محافظة حجة، وذكرها المؤرخون بريمة الأشابط نسبة إلى قبيلة الأشابط التي ترأست مخلافها، وذُكرت - أيضاً - بريمة الكبرى، وقد نالت إعجاب المؤرخين فأطنبوا (أي أكثروا) في ذكر جمالها ووفرة مياهها وخصوبة أراضيها وجودة منتجاتها حتى سماها الأعراب بسَّكاب اليمن، ثم تلاشت تلك التسميات وأصبحت (ريمة) بدون إضافات، وما تزال بعض العزل والطرق في ريمة تحمل أسماء هذه السلالات التي تتحدث عنها كتب التاريخ متضمنة عدداً من البطون الحميرية، وكما يقال - أيضاً - بأنها سميت ريمة اشتقاقاً من (ريم) - وهو اسم للغزال - نظراً لوداعة ساكنيها أو نسبةً لجمال طبيعتها.

## تاريخ

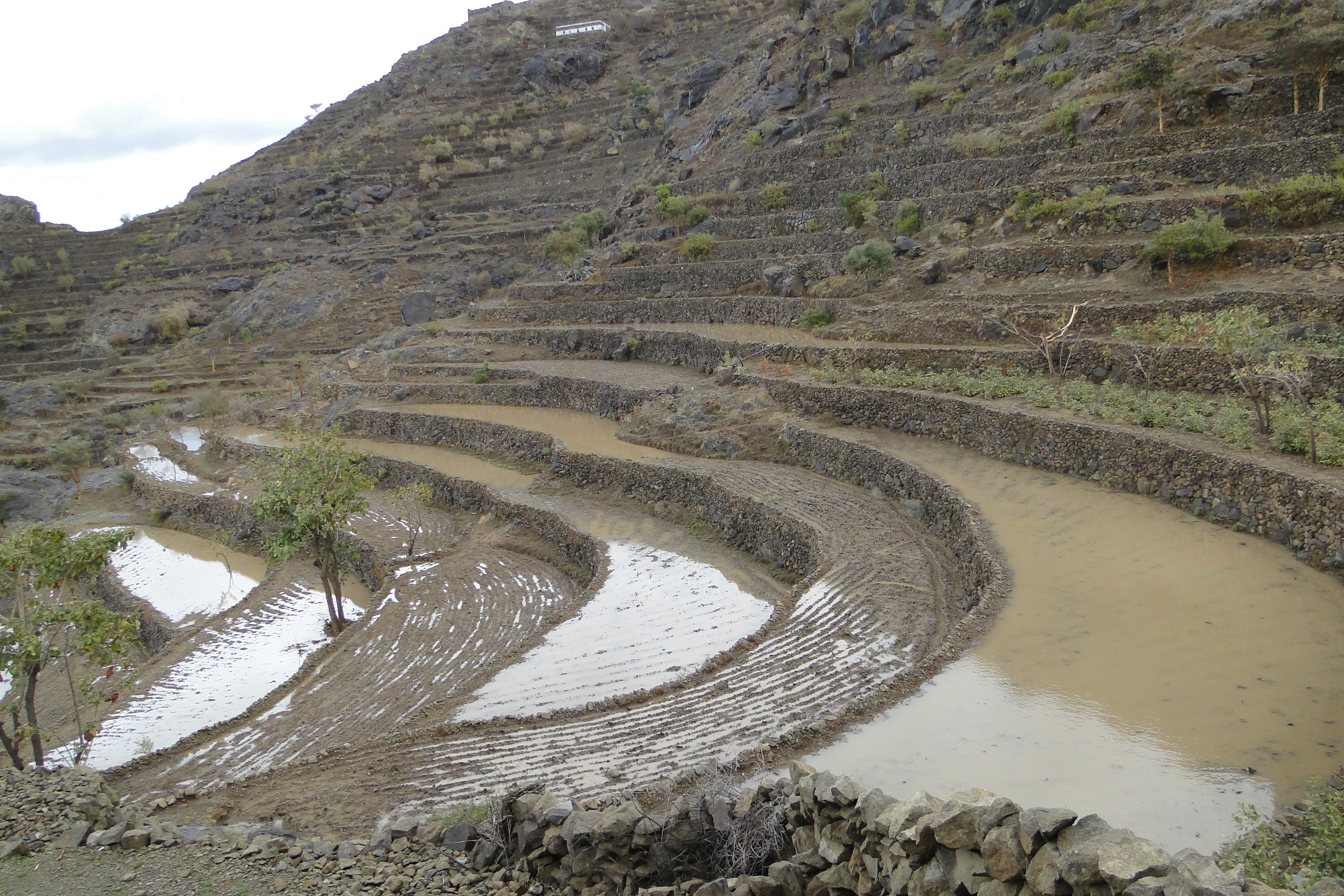
مدرجات زراعية في محافظة ريمة مديرية الجبين، عزلة بني الضبيبي، قرية بني هتار

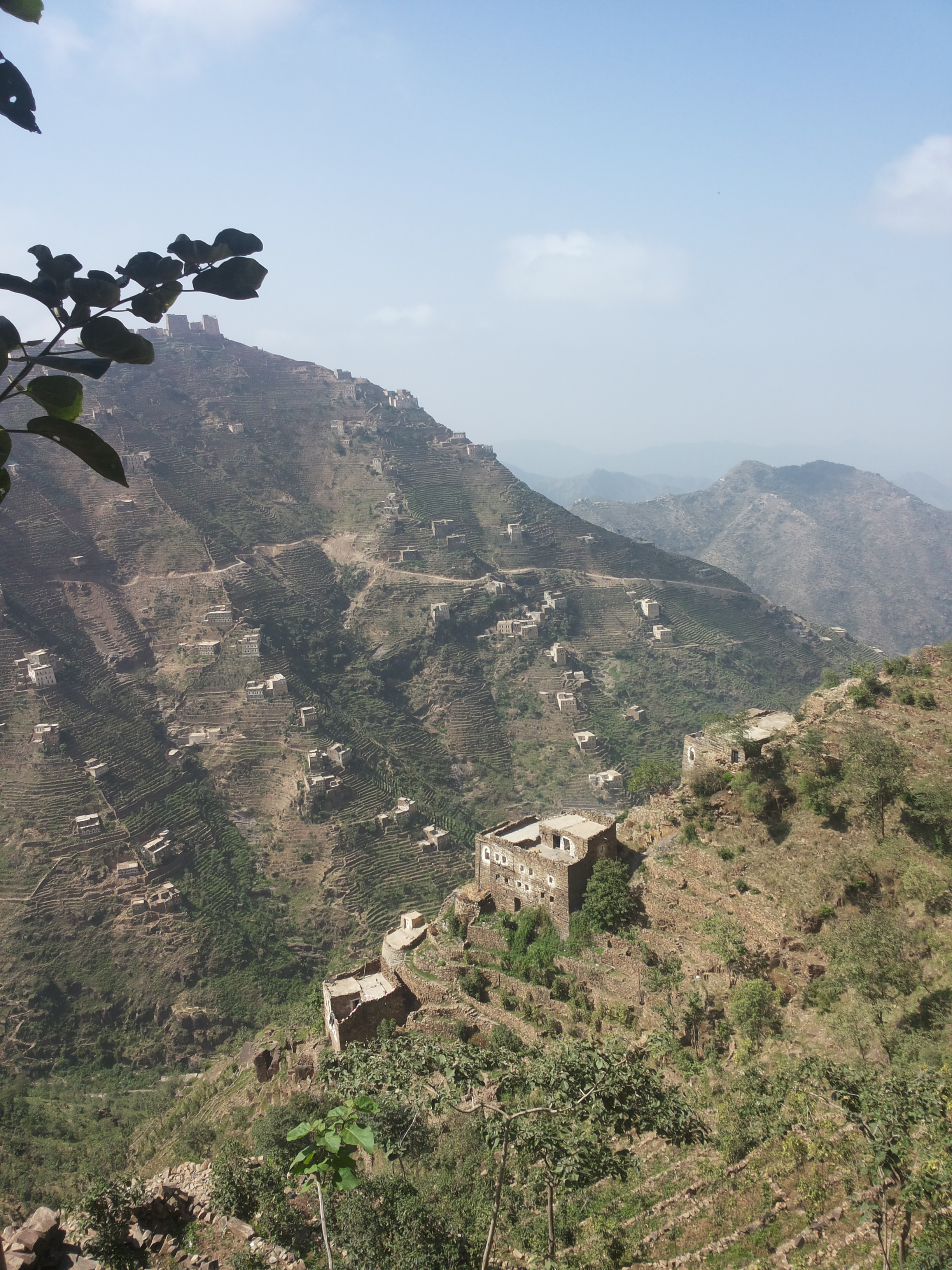
المباني في مديرية الجعفرية

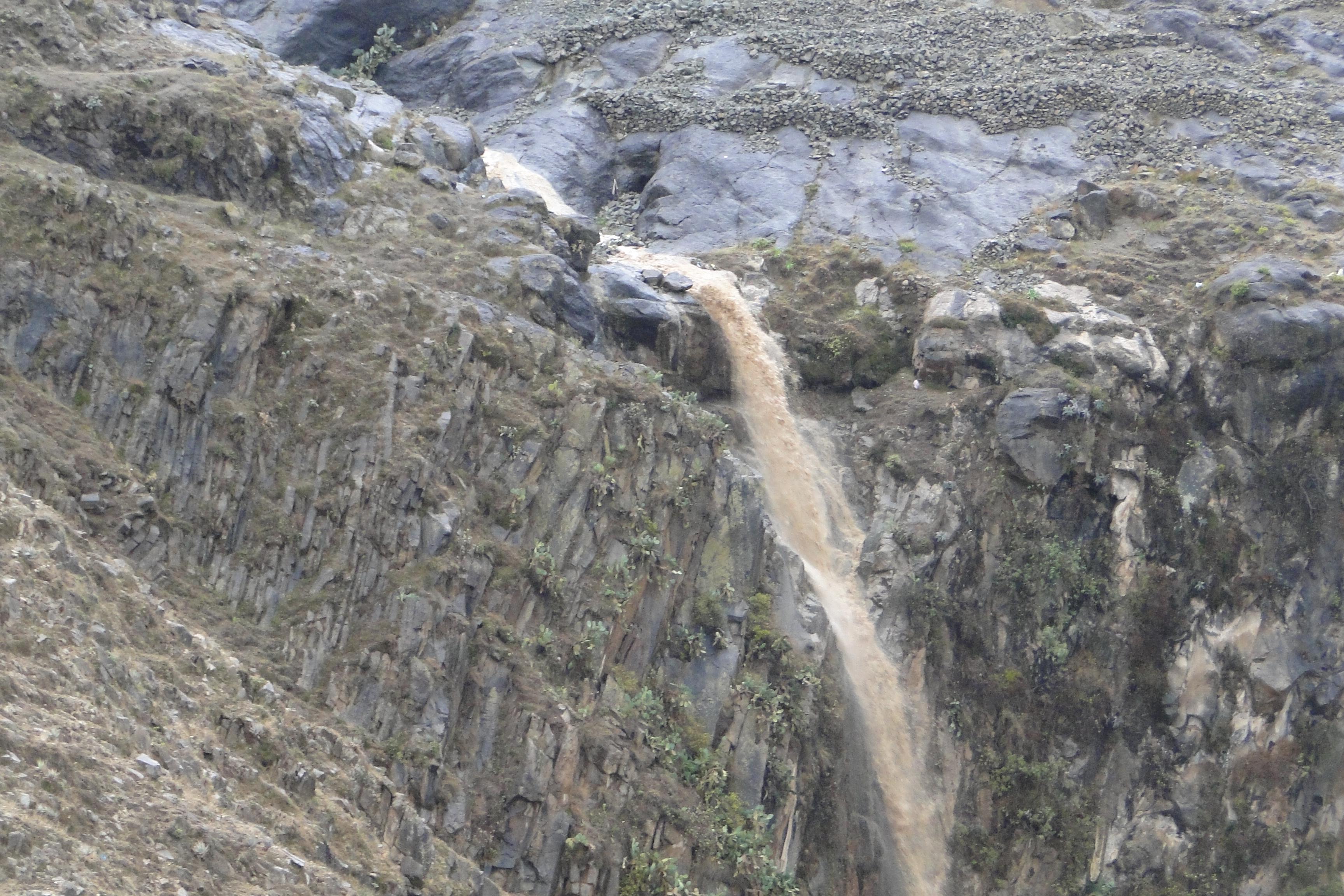
السربه بني الضبيبي ريمة بني هتار

منطقة ريمة تعتبر أحد المسارح التاريخية الهامة، فقد دارت فيها أحداث منذ فترة ما قبل الإسلام، وقد أشار الإخباريون بأن تاريخ ريمة يعود إلى (القرن الثالث قبل الميلاد)، وتلك أقدم إشارة عنها، ويعتقد «الهمداني» أن أول موطن للإنسان اليمني كان في هذه البقعة حيث موقع «شجبان» وهو الحد الفاصل بين مخلاف جبلان ومخاليف غربي ذمار، وإليه ينسب «يشجب بن قحطان» كما أن «الهمداني» يقف عندها طويلاً في أكثر من موضع فيصف جبالها وحصونها ومناطق الآثار فيها، ويعدد وديانها كما يصف مخلافها وقبائلها وإنتاجها الزراعي والحيواني، وما زالت تفاجئ زوارها وتستقبلهم بهيئة لوحة فنية بديعة الجمال مزدانة بتشابك الجبال المكسوة بالخضرة والمدرجات الجميلة الرائعة تدعو زوارها إلى الصعود لمعانقة السحاب، وتحمل مدرجاتها أشجاراً مملؤة بالخير الوفير من الثمار والحبوب وتتناغم مع موسيقى الطيور كهديل البلابل وزقزقة العصافير وخرير الينابيع الدافئة ودعابة النسيم العليل، وتكتمل اللوحة الفنية البديعة عند مشاهدة ما تنفرد به قراها الجميلة المتناثرة على قمم الجبال المحافظة على الطابع التقليدي للبيئة اليمنية وبما تتميز به البيوت القديمة وبأصالة الإنسان اليمني البسيط والمتجانسة مع الطبيعة الخلابة لتكتمل اللوحة الفنية.
إن أحد النقوش التي عُثر عليها في جبل الدومر قد أظهر ريمة بأنها واحدة من دويلات الدولة القتبانية، وفيها قبيلة تتبع أولاد (عم) – الإله (عم) الإله الرسمي لدولة قتبان – وهي قبيلة (عجبم)، وقد ذكر ذلك النقش وجود معبدان في جبل الدومر للإله (عم)، وسيطرة الدولة القتبانية على ريمة كان يعني إحاطة قاع جهران السبئي من جهاته الثلاث الشرقية والجنوبية والغربية، وبالتالي إيقاف الاستيطان السبئي جنوباً في الهضبة، في مدينة ذمار، وغرباً في شبام كوكبان، هذا من جانب، أما من الجانب الآخر فأن سيطرة الدولة القتبانية على ريمة يعتبر كجزء من خطتها لحماية سواحل البحر الأحمر الذي كان يقع تحت سلطتها، ولكن قلة الدراسات الأثرية في ريمة جعلتنا نجهل الكثير من أدوارها في عصور ما قبل الإسلام وبعد أفول نجم الدولة القتبانية أصبحت ريمة في وقت من الأوقات هي الخطوط الأمامية للدولة السبئية ومن ثم للدولة الحميرية ضد الأحباش الذين سيطروا على تهامة وسواحل البحر الأحمر، ثم لعبت ريمة – أيضاً - في الفترة الإسلامية وحتى العصر الحديث أدواراً هامة، ودارت على أراضيها الكثير من الأحداث، وقد كانت تلك الأراضي في الفترة المتأخرة مطمعاً للكثير من قبائل اليمن مثل خولان وغيرها، وانتقلت أسر وعائلات إليها؛ وسبب ذلك خصوبة تلك الأراضي واشتهارها بشكل ملفت للنظر بوفرة الماشية فيها خاصة الأبقار، إضافة إلى وجود النحل فيها التي تنتج كميات كبيرة من العسل اشتهرت بها ريمة منذ سالف الزمان.

## الجغرافيا
تقع محافظة ريمة وسط سلسلة الجبال الغربية بين درجتي (14.36ْ – 14.88o) شمالاً وبين درجتي (43.50ْ - 44ْ) شرقاً وتبعد عن العاصمة صنعاء بحوالي (200) كيلو متراً وتتصل المحافظة بمحافظة صنعاء وجزء من محافظة الحديدة من الشمال، محافظة الحديدة من الغرب، محافظة ذمار من الجنوب، محافظة ذمار وجزء من محافظة صنعاء من الشرق.
المساحة: تبلغ مساحة محافظة ريمة حوالي (1,915) كم² بدون مديرية مزهر
السكان: يبلغ عدد سكان محافظة ريمة وفقاً لنتائج التعداد العام للسكان والمساكن والمنشآت لعام 2004م (394.448) نسمة وينمو السكان سنويًا بمعدل (3.04%).

## التقسيم الإداري والسكان
تقسم المحافظة إلى 6 مديريات كالتالي وتحوي كل مديرية عدد من العزل:
| المديرية           | عدد المساكن | عدد الأسر | الذكور | الإناث | الإجمالي |
| ------------------ | ----------- | --------- | ------ | ------ | -------- |
| مديرية بلاد الطعام | 5148        | 5074      | 15405  | 15738  | 31143    |
| مديرية السلفية     | 9591        | 10163     | 35775  | 36002  | 71777    |
| مديرية الجبين      | 10247       | 11537     | 40015  | 42525  | 82540    |
| مديرية مزهر        | 8714        | 10578     | 36349  | 38273  | 74622    |
| مديرية كسمة        | 7453        | 8843      | 34281  | 35424  | 69705    |
| مديرية الجعفرية    | 9329        | 10126     | 31287  | 33374  | 64661    |

## المناخ
يتميز مناخ المحافظة بالبرودة في فصل الشتاء والاعتدال في فصل الصيف.

## التضاريس
تتعقد تضاريسها بكثرة الالتواءات وشدة الانحدارات وتنقسم إلى ثلاثة أقسام متميزة هي:-
- القسم الغربي: ويشمل مديرية الجعفرية، وغربي مديريتي الجبين وبلاد الطعام، وهي جبال الحواز المتراوح ارتفاعاتها بين (1500- 2950 متر) عن مستوى سطح البحر، وهي كثيرة الصخور قليلة السهول.
- القسم الأوسط: وهي سلسلة الجبال العالية من (1500 - 2950 متر) عن مستوى سطح البحر، وهي شديدة الانحدار متنوعة المحاصيل، وتشمل مديرية كسمة ووسط مديريتي الجبين وبلاد الطعام.
- القسم الشرقي: وتشمل مديرية السلفية ومديرية مزهر التي تم استحداثها بعد إنشاء المحافظة وتتكون من شرق مديريتي الجبين وكسمة، وهي جبال متباعدة وقليلة الارتفاع تتخللها الوديان الواسعة والسهول الزراعية الخصبة، ويعتبر من أشهر أودية ريمة، ويصب بأراضي الزرانيق في تهامة، ثم يأتي بعده وادي كلابة ويصب بأراضي مديرية المنصورية في تهامة، ثم وادي الحمام المعروف بوادي جاحف، ومعظم أودية ريمة الشمالية تصب إلى وادي سهام في باب كحلان إلى تهامة ماراً بالمرواعة ومن ثم إلى البحر الأحمر، أما أوديتها الجنوبية فتصب إلى وادي رماع.

### الأودية
- وادي مزهر
- وادي علوجة
- وادي كلابة
- وادي سهام
- وادي رماع
- وادي الحايط
- وادي اللواء
- الوادي الأخضر
- وادي طزاع في بني الجرادي بمديرية السلفية
- وادي الرباط

### الجبال
- جبل أسود والذي يطل على قرية المعيمة التي تكسوها الخضرة من جميع الجهات
- جبل يحي ويطل على قرية المعيمة أيضاً من الجهة الغربية
- جبل نعمة
- جبل الحيم
- جبل عزان
- جبل الدرب
- جبل نجمان برقبه
- جبل بني عامر
- جبل بني عقيل
- جبل الطويلة ويقع في وادي الاريد بني الضبيبي وفيه ثلاث مائة وستون بركة وأكبر موقع أثري في ريمة.
- جبل حلف ويقع في عزلة بني الجرادي بمديرية السلفية وفي قمته بقايا حصون بناها العثمانيون في الفترة التي حكموا فيها اليمن.

## أشهر الجبال في المحافظة

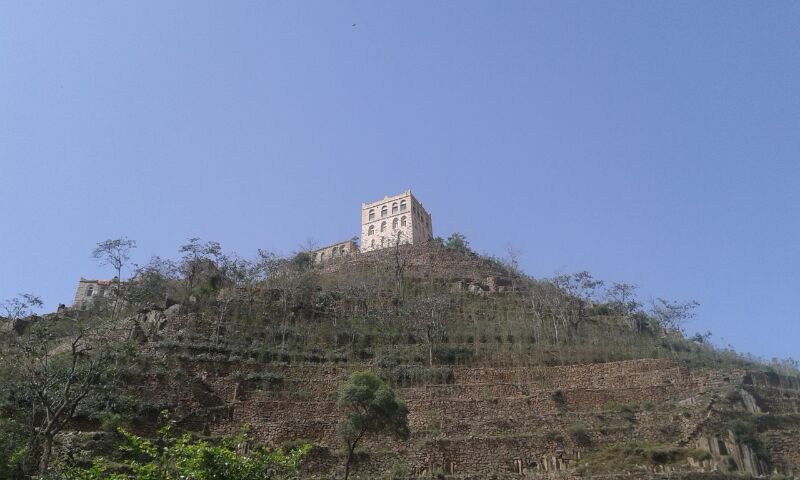
دار جميل في أعلى جبل يفوز

| م | اسم الجبل | الموقع          | مقدار الارتفاع عن مستوى سطح البحر |
| - | --------- | --------------- | --------------------------------- |
| 1 | جبل برد   | مديرية كسمة     | 2.850 متر                         |
| 2 | جبل ظلملم | مديرية الجعفرية | 2.400 متر                         |
| 3 | جبل بلق   | مديرية كسمة     | 2.000 متر                         |
| 4 | جبل يفوز  | مديرية الجعفرية | 2.000متر                          |
| 5 | جبل هكر   | مديرية كسمة     | 2.000 متر                         |
| 6 | جبل وزيم  | مديرية كسمة     | 2.000 متر                         |
| 7 | جبل الجون | مديرية كسمة     | 1.900 متر                         |
| 8 | جبل حزر   | مديرية كسمة     | 1.800 متر                         |
| 9 | جبل كبورة | مديرية كسمة     | 1.800 متر                         |

## محافظو محافظة ريمة
- أحمد مساعد حسين العولقي
- علي سالم الخضمي